# Jan Władysław Zamoyski
Jan Władysław Zamoyski herbu Jelita, hrabia (ur. 6 lipca 1849 w Kozłówce, zm. 5 stycznia 1923 w Gumniskach) – ziemianin, polityk konserwatywny, poseł do austriackiej Rady Państwa w Wiedniu.

## Życiorys
Ziemianin, właściciel dóbr Sokołów. Miłośnik muzyki, kolekcjoner i mecenas sztuki. Anegdota mówi że kiedy odmówiono jego żonie mianowania damą dworu w Wiedniu (ze względu na to iż nie miała pochodzenia szlacheckiego) rozgniewany tym udał się do pracowni Jana Matejki w Krakowie i zamówił dużych rozmiarów obraz historyczny, przedstawiający hetmana Jana Zamoyskiego prowadzącego w triumfalnym pochodzie wziętego do niewoli pod Byczyną arcyksięcia Maksymiliana z Habsburga. Obraz ten, wystawiony w Wiedniu, wzbudził wiele wesołości wśród przebywających tam Polaków, a Austriacy bardzo niechętnie go oglądali. Był także protektorem skrzypka Bronisława Hubermana, który wedle plotek miał być jego naturalnym synem. W 1894 podarował mu skrzypce Gibson wykonane przez Stradivariusa.
Poseł do austriackiej Rady Państwa VI kadencji (7 października 1879 – 23 kwietnia 1885), wybrany w kurii IV (gmin wiejskich) w okręgu wyborczym nr 14 (Sambor–Staremiasto–Turka–Rudki). Należał do frakcji posłów konserwatywnych (podolaków) w Kole Polskim w Wiedniu.
Kazimierz Chłędowski tak go scharakteryzował: Jan hr. Zamoyski zwany „Jańciem”, który ożenił się z bardzo piękną ognistą Francuzką hr. Pélissier de Malakoff, córką marszałka francuskiej armii z czasów Napoleona III, i nawet przez jakiś czas wprowadzał ją w wiedeńskie towarzystwo. Małżeństwo jednak nie było dobrane, Jańcio zajmował się muzyką, rozpływał się w nowych operach, co żony nie zadawalniało, a gdy wdała się w to jeszcze teściowa, Zamoyscy rozłączyli się i ona wyjechała do Paryża. Rozwód dał powód do skandalicznego procesu i do wydania dużej broszury w języku francuskim, którą pisał dziennikarz Newliński z polecenia Zamoyskiego. W broszurze tej przytaczał obrażony małżonek wszelkie możliwe i niemożliwe, najtajniejsze buduarowe fakty, a oczywiście wiedeńskie i polskie towarzystwo rozrywało ciekawą publikację. Rozszedłszy się z żoną poświęcił się Zamoyski zupełnie melomanii; wynajdywał jakieś cudownie dzieci, woził jak jaki impresario młodego Hubermana, skrzypka po Europie i wszędzie go było pełno: w Warszawie, we Lwowie, w Paryżu, Rzymie lub Neapolu. Gdzie tylko jakie ważne miało się odbyć muzykalne zdarzenie, jakieś nowe oratorium, jakaś nowa opera tam i Jańcio Zamoyski musiał się znaleźć.

## Rodzina
Urodził się w arystokratycznej rodzinie ziemiańskiej. Syn właściciela m.in. pałacu w Kozłowce Jana (1802-1879) i Anny z Mycielskich (1818-1859). Wnuk XII ordynata na Zamościu Stanisława Kostki Zamoyskiego i Zofii z Czartoryskich Zamoyskiej. Miał rodzeństwo: siostry: Zofię (zm. w dzieciństwie), Jadwigę (1844-1895) żonę Ludwika Wodzickiego (1834-1894) oraz brata Konstantego (1846-1923). Ożenił się w 1881 z Louise Eugenie Pélissier de Malakoff (1860-1935), córką marszałka Francji Aimable Pélissiera (rozwód w 1888). Dzieci nie mieli.